# Campeonato Mundial de Biatlón de 1998
El XXXIV Campeonato Mundial de Biatlón se celebró en dos sitios diferentes: las pruebas de persecución en Pokljuka (Eslovenia) el 8 y las de equipo en Hochfilzen (Austria) el 15 de marzo de 1998 bajo la organización de la Unión Internacional de Biatlón (IBU). El resto de competiciones fueron incluidas en el programa de los XVIII Juegos Olímpicos de Invierno.

## Resultados

### Masculino
| Evento                      | Oro                                                                                            | Plata                                                                         | Bronce                                                                                  |
| --------------------------- | ---------------------------------------------------------------------------------------------- | ----------------------------------------------------------------------------- | --------------------------------------------------------------------------------------- |
| 12,5 km persecución (08.03) | Vladimir Drachov · Rusia · 36:30,3                                                             | Ole Einar Bjørndalen · Noruega · 36:44,3                                      | Raphaël Poirée Francia 37:11,9                                                          |
| 20 km equipo (15.03)        | Noruega · Egil Gjelland · Sylfest Glimsdal · Halvard Hanevold · Ole Einar Bjørndalen · 29:17,6 | Alemania · Ricco Groß · Carsten Heymann · Sven Fischer · Frank Luck · 30:01,3 | Rusia · Vladimir Drachov · Alexei Kobelev · Serguei Rozhkov · Viktor Maigurov · 30:14,0 |

### Femenino
| Evento                    | Oro                                                                                   | Plata | Bronce                                                                                    |
| ------------------------- | ------------------------------------------------------------------------------------- | --- | ----------------------------------------------------------------------------------------- |
| 10 km persecución (08.03) | Magdalena Forsberg · Suecia · 37;58,6                                                 | Corinne Niogret Francia 39:05,5                                                                             | Martina Zellner · Alemania · 39:24,4                                                      |
| 15 km equipo (15.03)      | Rusia · Anna Volkova · Olga Romasko · Svetlana Ishmuratova · Albina Ajatova · 30:21,1 | Noruega · Hildegunn Mikkelsplass · Ann-Elen Skjelbreid · Annette Sikveland · Liv Grete Skjelbreid · 30:38,7 | Finlandia · Katja Holanti · Tiina Mikkola · Mari Lampinen · Sanna-Leena Perunka · 31:00,2 |

## Medallero
| Núm. | País      | Oro | Plata | Bronce | Total |
| ---- | --------- | --- | ----- | ------ | ----- |
| 1    | Rusia     | 2   | 0     | 1      | 3     |
| 2    | Noruega   | 1   | 2     | 0      | 3     |
| 3    | Suecia    | 1   | 0     | 0      | 1     |
| 4    | Alemania  | 0   | 1     | 1      | 2     |
| 4    | Francia   | 0   | 1     | 1      | 2     |
| 6    | Finlandia | 0   | 0     | 1      | 1     |
|      | TOTAL     | 4   | 4     | 4      | 12    |